# Degrassi: The Next Generation (8.ª temporada)
A oitava temporada de Degrassi: The Next Generation estreou no Canadá em 5 de outubro de 2008, concluiu em 30 de agosto de 2009, e consiste em vinte e dois episódios (18 episódios e 1 filme). Degrassi: The Next Generation é uma série de televisão dramática adolescente canadense. Embora apenas um ano escolar tenha passado no cronograma da história desde a sexta temporada, a oitava temporada acontece no primeiro semestre do ano em que foi ao ar. Os escritores puderam usar uma linha do tempo semi-flutuante, de modo que os problemas descritos são modernos para os espectadores. Esta temporada retrata a vida de um grupo de calouros, juniores, seniores e calouros da faculdade, que lidam com alguns dos desafios e problemas enfrentados por jovens adultos, como carreiras, sexo, sexismo, identidade sexual, dificuldades financeiras, uso de drogas, transtornos mentais, cyberbullying, molestamento de crianças, estresse, situações de reféns, racismo e relacionamentos. Treze atores são adicionados ao elenco, enquanto quatorze membros do elenco ou deixaram a série ou foram abandonados do elenco principal para papéis recorrentes. A temporada se concentra fortemente na nova geração de alunos da Escola Comunitária Degrassi, embora inclua histórias sobre aqueles que se formaram e foram para a universidade.
A oitava temporada foi ao ar aos domingos às 19h30 na CTV, uma rede de televisão canadense. Os episódios foram repetidos na rede de TV a cabo parceira da CTV, a MuchMusic, às terças-feiras às 19:00 horas. Nos Estados Unidos, a temporada começou em 10 de outubro de 2008 e foi ao ar em seu horário habitual às sextas-feiras às 20h00 no The N. Ao contrário das temporadas seis e sete, que estreou nos EUA, "Uptown Girl Part One", o episódio de estréia desta temporada, foi transmitido no Canadá em primeiro lugar, com "Uptown Girl Part Two", exibido uma semana depois; nos EUA, no entanto, ambas as partes foram ao ar juntas como uma especial de uma hora. Além de transmitir na televisão, os episódios da temporada também foram transmitidos nos sites da CTV e The N, e usuários registrados da iTunes Store canadense e norte-americana podem comprar e baixar a temporada para reprodução em computadores domésticos e determinados iPods.
A produção para a temporada começou em maio de 2008 nos estúdios da Epitome Pictures em Toronto, Ontário, e foi concluída no final de outubro de 2008. Os episódios finais da temporada foram filmados em parte em Hollywood, Los Angeles, Califórnia, e foram escritos e dirigidos por Stefan Brogren, que interpreta Archie "Snake" Simpson.
Esta foi a última temporada a ser exibida no The N, antes de sua mudança para o nome TeenNick, nos Estados Unidos.

## Elenco
A oitava temporada apresenta vinte e quatro atores que recebem o faturamento de estrelas, com onze deles retornando da temporada anterior. Os membros do elenco que estão retornando incluem:
- Dalmar Abuzeid como Danny Van Zandt (20 episódios)
- Charlotte Arnold como Holly J. Sinclair (16 episódios)
- Sarah Barrable-Tishauer como Liberty Van Zandt (6 episódios)
- Paula Brancati como Jane Vaughn (10 episódios)
- Stefan Brogren como Archie "Snake" Simpson (11 episódios)
- Nina Dobrev como Mia Jones (19 episódios)
- Marc Donato como Derek Haig (10 episódios)
- Jamie Johnston como Peter Stone (18 episódios)
- Shane Kippel como Gavin "Spinner" Mason (13 episódios)
- Miriam McDonald como Emma Nelson (10 episódios)
- Cassie Steele como Manuela "Manny" Santos (10 episódios)

Também estrelando:
- Lauren Collins como Paige Michalchuk (4 episódios)
- Melissa DiMarco como Daphne Hatzilakos (1 episódio)
- Jake Epstein como Craig Manning (3 episódios)
- Stacey Farber como Ellie Nash (4 episódios)
- Aubrey Graham como Jimmy Brooks (2 episódios)
- Jake Goldsbie como Toby Isaacs (1 episódio)
- Shenae Grimes como Darcy Edwards (3 episódios)
- Kevin Jubinville como Mr. Shepherd (13 episódios)
- Mike Lobel como Jay Hogart (8 episódios)
- Adamo Ruggiero como Marco Del Rossi (4 episódios)
- Amanda Stepto como Christine "Spike" Nelson (2 episódios)

Para substituir os atores de saída, sete novos personagens foram introduzidos na série. Juntando-se ao elenco principal estão Sam Earle, Jordânia Hudyma, Judy Jiao, Argiris Karras, A.J. Saudin, Melinda Shankar e Evan Williams como K.C. Guthrie (9 episódios), Blue Chessex (6 episódios), Leia Chang (8 episódios), Riley Stavros (8 episódios), Connor Deslauriers (11 episódios), Alli Bhandari (15 episódios) e Kelly Ashoona (10 episódios). Raymond Ablack, Mandiela Jajube, Samantha Munro, Scott Paterson, Paul Aislinn e Natty Zavitz como Sav Bhandari (19 episódios), Chantay Black (12 episódios), Anya MacPherson (17 episódios), Johnny DiMarco (7 episódios), Clare Edwards ( 12 episódios), e Bruce the Moose (12 episódios) foram promovidos após recorrentes nas temporadas anteriores.
Mazin Elsadig, que interpretou Damian Hayes, foi o único ator a deixar a série completamente, enquanto Melissa DiMarco, Aubrey Graham, Jake Goldsbie, Shenae Grimes, Mike Lobel e Amanda Stepto, todos acreditam que esta temporada foi "Starring".
Os ex-integrantes do elenco Lauren Collins, Jake Epstein, Stacey Farber e Adamo Ruggiero, junto com Kevin Smith e Jason Mewes, que fizeram aparições nas temporadas quatro e cinco, todos voltaram com "muitas outras estrelas convidadas" para o final da temporada de quatro partes, que foi filmado e filmado em Hollywood, Los Angeles, Califórnia.

## Equipe técnica
A oitava temporada foi produzida pela Epitome Pictures em associação com a CTV. O financiamento foi concedido pelo The Canadian Film ou Video Production Tax Credit e pelo Crédito Fiscal de Cinema e Televisão de Ontário, o Canadian Television Fund e o BCE-CTV Benefits, o Shaw Television Broadcast Fund, o Independent Production Fund, o Mountain Cable Program e o RBC Royal Bank.
Linda Schuyler, co-criadora da franquia Degrassi e CEO da Epitome Pictures, atuou como produtora executiva com o marido, e com o presidente da Epitome Pictures, Stephen Stohn. Sara Snow também é creditada como produtora executiva. David Lowe foi o produtor e Stephanie Cohen, a produtora supervisora. Além de interpretar Snake Simpson, Stephen Brogren também atuou como produtor criativo e, pela primeira vez, dirigiu episódios, depois de escrever, produzir e dirigir a série on-line exclusiva Degrassi Minis. A diretora de elenco era Stephanie Gorin e a editora era D. Gillian Truster.
A editora executiva da história era Sarah Glinski e Matt Heuther, o editor da história. O supervisor de roteiro foi Nancy Markle. Os escritores de episódios da temporada são Duana Taha e Brendon Yorke. O diretor de fotografia era Jim Westenbrink e o diretor era Phil Earnshaw.
Também esta temporada é outro "especial de Halloween", intitulado The Curse of Degrassi, que a CTV foi ao ar em 26 de outubro de 2008 e The N foi ao ar 28 de outubro de 2008. Desta vez, lida com o aniversário da morte de Rick Murray e seus ex-colegas assombrosos.

## Episódios
| № na série | № na temporada | Título                         | Exibição original                              | Cód. de produção |
| ---------- | -------------- | ------------------------------ | ---------------------------------------------- | ---------------- |
| 144        | 1              | "Uptown Girl"Part One          | 5 de outubro de 2008 10 de outubro de 2008     | 801              |
| 145        | 2              | "Uptown Girl"Part Two          | 12 de outubro de 2008 10 de outubro de 2008    | 802              |
| 146        | 3              | "Fight the Power"              | 19 de outubro de 2008 17 de outubro de 2008    | 803              |
| 147        | 4              | "Didn't We Almost Have It All" | 2 de novembro de 2008 24 de outubro de 2008    | 804              |
| 148        | 5              | "Man with Two Hearts"          | 9 de novembro de 2008 7 de novembro de 2008    | 805              |
| 149        | 6              | "With or Without You"          | 16 de novembro de 2008 14 de novembro de 2008  | 806              |
| 150        | 7              | "Money for Nothing"            | 23 de novembro de 2008 21 de novembro de 2008  | 807              |
| 151        | 8              | "Lost in Love"Part One         | 30 de novembro de 2008 13 de fevereiro de 2009 | 808              |
| 152        | 9              | "Lost in Love"Part Two         | 18 de janeiro de 2009 13 de fevereiro de 2009  | 809              |
| 153        | 10             | "Bad Medicine"                 | 25 de janeiro de 2009 20 de fevereiro de 2009  | 810              |
| 154        | 11             | "Causing a Commotion"          | 8 de fevereiro de 2009 27 de fevereiro de 2009 | 811              |
| 155        | 12             | "Heat of the Moment"           | 15 de fevereiro de 2009 6 de março de 2009     | 812              |
| 156        | 13             | "Jane Says"Part One            | 1 de março de 2009 3 de julho de 2009          | 813              |
| 157        | 14             | "Jane Says"Part Two            | 8 de março de 2009 3 de julho de 2009          | 814              |
| 158        | 15             | "Touch of Grey"                | 15 de março de 2009 10 de julho de 2009        | 815              |
| 159        | 16             | "Heart of Glass"               | 22 de março de 2009 17 de julho de 2009        | 816              |
| 160        | 17             | "Up Where We Belong"           | 5 de abril de 2009 24 de julho de 2009         | 817              |
| 161        | 18             | "Danger Zone"                  | 12 de abril de 2009 31 de julho de 2009        | 818              |
| 162–165    | 19–22          | "Degrassi Goes Hollywood"      | 30 de agosto de 2009 14 de agosto de 2009      | 819–822          |